# Charles Baker Adams
Charles Baker Adams (Dorchester, 11 gennaio 1814 – 18 gennaio 1853) è stato un geologo, naturalista e educatore statunitense.

## Biografia
Era il figlio di Charles J. Adams.
Si laureò presso l'Amherst College nel 1834 con grandi onori, essendosi trasferito dalla Yale University ad Amherst nel 1832, e divenne assistente di Edward Hitchcock nella Geological Survey of New York del 1836.
Nel 1837, divenne tutore e lettore in Geologia all'Amherst College, posizioni che lasciò nel 1838 allorché divenne professore di Chimica e Storia naturale presso il Middlebury College, ove rimase a ricoprire quel ruolo fino al 1847.
Svolse il servizio di primo geologo di stato del Vermont dal 1845 al 1848. 
Nel 1847, lasciò Middlebury per diventare professore di Astronomia, Zoologia e Storia naturale presso l'Amherst College, ruolo che ricoprì fino alla sua morte avvenuta nel 1853 appena trentanovenne.
Compì più volte viaggi nelle Indie Occidentali per scopi scientifici e scrisse articoli sulla Concologia. 
Fu eletto Membro dell'American Academy of Arts and Sciences nel 1849.

## Opere
Con l'assistenza di Alonzo Gray di Brooklyn (New York), Adams pubblicò un lavoro basilare sulla Geologia.
Fu l'autore di 11 numeri di Contributions to Conchology, monografie su Stoastoma e Vitrinella oltre al Catalogue of Shells Collected in Panama (New York, 1852).
- B.C. Adams, Catalogue of shells collected at Panama, with notes on their synonymy, station, and geographical distribution, R. Craighead printer, New York (1852), 334 pp.
- A. Gray, B.C. Adams, Elements of geology, Harper, New York (1860), 554 pp.